# KonoSuba: Legend Of Crimson – The Movie
KonoSuba: Legend Of Crimson – The Movie (japanisch この素晴らしい世界に祝福を！紅伝説 Kono Subarashii Sekai ni Shukufuku o!: Kurenai Densetsu, englisch KonoSuba – God’s blessing on this wonderful world!! The Movie: Crimson Legend) ist ein Animefilm des Animationsstudios J.C.Staff, der durch Takaomi Kanasaki, der bereits die ersten beiden Staffeln der Animeserie Kono Subarashii Sekai ni Shukufuku o! produzierte, entsteht. Die Veröffentlichung wurde zunächst für den 12. Juli 2019 angekündigt, später auf den 30. August gleichen Jahres verschoben.

## Produktion
Am 25. Juni des Jahres 2018 wurde auf der offiziellen Homepage des Anime bekannt gegeben, dass das Franchise einen offiziellen Kinofilm erhalten werde. Bereits im Juli des Vorjahres erklärten die Synchronsprecher Jun Fukushima und Rie Takahashi, die beide Sprechrollen in der Animeserie innehatten, dass Konosuba ein neues Projekt erhalten würde. Welches Format dieses Projekt haben sollte, war zu diesem Zeitpunkt jedoch nicht bekannt.
Es wurde angekündigt, dass die Umsetzung durch das Animationsstudio J.C.Staff erfolgt, während die Anime-Fernsehserie durch das Studio Deen entstand. Ferner wurde bekannt, dass der Großteil des Casts beibehalten bleibt: So ist Takaomi Kanasaki, der bereits die Fernsehserie produzierte, als Regisseur des Films aktiv, Makoto Uezo erarbeitet wie in der Animeserie auch das Drehbuch. Für das Charakterdesign zeigt sich abermals Koichi Kikuta verantwortlich während die Filmmusik von Masato Kōda komponiert wird. Auch die Synchronsprecher der Hauptcharaktere, die bereits in der Animeserie zu hören waren, bleiben die gleichen.
Der Titel des Anime, Kono Subarashii Sekai ni Shukufuku o! Kurenai Densetsu wurde Anfang November 2018 bekannt gegeben.

## Synchronisation
| Rolle                            | Japanischer Sprecher (Seiyū) |
| -------------------------------- | ---------------------------- |
| Kazuma Satō                      | Jun Fukushima                |
| Aqua                             | Sora Amamiya                 |
| Megumin                          | Rie Takahashi                |
| Darkness/Lalatina Ford Dustiness | Ai Kayano                    |
| Luna                             | Sayuri Haya                  |
| Wiz                              | Yui Horie                    |
| Chris                            | Ayaka Suwa                   |
| Yunyun                           | Aki Toyosaki                 |

## Veröffentlichung
Am 20. Oktober 2018 wurde erklärt, das der Animefilm im Laufe des Jahres 2019 erscheint. Am 21. Januar 2019 wurde angekündigt, dass der Kinofilm am 12. Juli 2019 in die japanischen Kinos kommt. Die Kinokette Aeon Cinema listete den Film für dieses Datum, allerdings wurde der Eintrag zwischenzeitlich wieder entfernt. Am 26. April 2019 wurde schließlich der 30. August 2019 als offizieller Starttermin bestätigt.
In Deutschland wurde der Film von Animoon Publishing lizenziert und lief am 20. Oktober 2019 in 150 Kinos in Deutschland und Österreich im Original mit deutschen Untertiteln. Die Blu-ray erschien am 23. Oktober 2020.